# True Love (杉山美和子の漫画)
『True Love』（トゥルーラブ）は、杉山美和子による日本の漫画。

## 登場人物
相田 愛衣（そうだ あい）
高1。兄の弓弦のことが大好き。
相田 弓弦（そうだ ゆづる）
愛衣の兄。ずっと愛衣のことを大事に思っている。
竹内 ナナヨ（たけうち ナナヨ）
愛衣の友達。中学の時から弓弦が好き。
朝比奈 修二（あさひな しゅうじ）
弓弦の友達。

## 書誌情報

### コミックス
- 杉山美和子 『True Love』 小学館 〈Sho-Comiフラワーコミックス〉、全7巻
  1. 2013年5月24日発売[1]、ISBN 978-4-09-135184-5
  2. 2013年9月26日発売[2]、ISBN 978-4-09-135399-3
  3. 2013年12月26日発売[3]、ISBN 978-4-09-135647-5
  4. 2014年4月25日発売[4]、ISBN 978-4-09-135883-7
  5. 2014年6月26日発売[5]、ISBN 978-4-09-136170-7
  6. 2014年10月24日発売[6]、ISBN 978-4-09-136545-3
  7. 2015年3月26日発売[7]、ISBN 978-4-09-136668-9

### ノベライズ
- 高瀬ゆのか 『True Love －約束－』 小学館 〈Sho-Comiフラワーコミックス〉、全1巻
  1. 2015年3月26日発売[8]、ISBN 978-4-09-137350-2